# Narta
Narta (Nartë, in italiano anche Arta) è un villaggio che fa parte del comune albanese di Valona.
La popolazione locale è composta in maggioranza da albanesi che parlano anche un particolare dialetto greco, simile al greco moderno. Una chiesa ortodossa è situata al centro del villaggio. Il territorio circostante è ricoperto da paludi di acqua salata.
La laguna di Narta o laguna di Arta, che si trova a nord del villaggio, ospita un ecosistema unico al mondo.